# Registro URI
En el sistema de nombres de dominio (DNS), un registro de identificador uniforme de recursos (Registro URI, según RFC 7553) es un medio para relacionar un nombre de host con un URI. 

## Formato de registro
El registro URI se manifiesta dentro de un archivo de zona DNS con el siguiente formato: 
```
_servicio._proto.nombre. TTL clase URI prioridad peso destino.

```

 donde: 
- servicio: es el nombre simbólico del servicio deseado.
- proto: es el protocolo de transporte del servicio deseado (usualmente TCP o UDP).
- nombre: es el nombre del dominio para el que es válido este registro y debe terminar en un punto, es decir, debe ser un FQDN.
- TTL: es el tiempo de vida del registro en la caché.
- clase: es la clase del registro (para este caso el único aplicable es IN).
- prioridad: es la prioridad del host de destino, y mientras más bajo es el valor, más prioridad tiene.
- peso: es un peso relativo para registros con la misma prioridad, y un valor más alto significa más prioridad.
- destino: este campo contiene el URI de destino, encerrado entre comillas dobles ('"'), tal como se especifica en RFC 3986.

## Un ejemplo de registro de recurso URI
```
_ftp._tcp.example.com.  3600 IN URI 10 1 "ftp://ftp1.example.com/public"

```